# Elmo Henriksson
Elmo Henriksson (Kirkkonummi, 10 de marzo de 2003) es un futbolista profesional finlandés que pertenece al HJK Helsinki y que juega cedido como portero en el Sporting Atlético.
Se formó en la cantera del Kyrkslätt Idrottsförening antes de incorporarse al HJK Helsinki, con el que llegó a debutar en el primer equipo el 3 de febrero de 2024 en un partido de la Copa de la liga y el 4 de mayo de 2024 en un partido de liga. 
En julio de 2024 es cedido al Sporting Atlético.

## Clubes
| Club                       | País      | Año       |
| -------------------------- | --------- | --------- |
| Klubi-04                   | Finlandia | 2020-2021 |
| IFK Mariehamn (cesión)     | Finlandia | 2022-2023 |
| HJK Helsinki               | Finlandia | 2024      |
| Sporting Atlético (cesión) | España    | 2024-2025 |

## Selección nacional
Ha sido internacional con Finlandia una vez en la categoría sub-16 (2018); tres veces en la categoría sub-19 (2021 y 2022); y dos veces en la categoría sub-21 (2023). Con la selección absoluta fue convocado para dos partidos en enero de 2023.